# Нокка, Доменико
Доменико Нокка (итал. Domenico Nocca, 1758 — 1841) — итальянский ботаник, миколог и аббат.

## Биография
Доменико Нокка родился 2 октября 1758 года.
С 1797 года он был директором ботанического сада в городе Мантуя. С 1802 года Доменико Нокка был назначен заведующим кафедрой ботаники.
Доменико Нокка умер 22 июня 1841 года.

## Научная деятельность
Доменико Нокка специализировался на Мохообразных, семенных растениях и на микологии.

## Научные работы
- Ticinensis Horti Academici Plantae selectae. 1800.
- Elementi di botanica. Pavia, 1805.
- Flora Ticinensis, seu enumeratio plantarum quas in peregrinationibus multiplicibus plures per annos solertissime in Papiensi agro peractis observarunt et colligerunt Dominicus Nocca et Joannes Baptista Balbis publici rei herbariae professores. 1816, 1821.
- Historia atque Iconographia Horti Botanici Ticinensis. 1818.